# Adolphe Cochery
Pour les articles homonymes, voir Cochery.
Louis Adolphe Cochery, né le 26 août 1819 à Paris et mort dans la même ville le 13 octobre 1900, est un homme politique français.

## Biographie
Il fut reçu avocat en 1839. Nommé chef de cabinet du ministre de la Justice en 1848, il se consacra ensuite à la défense dans certaines affaires de presse à caractère politique (opposition républicaine) et semble ne pas s'être départi depuis lors d'un positionnement politique républicain « de centre gauche ».
Il fut le fondateur de l'Indépendant de Montargis en 1868.
Lors de la Commune de Paris, il entra à quatre reprises, sous pavillon parlementaire, dans Paris insurgé, et fut brièvement inquiété malgré un sauf-conduit signé de la main d'Adolphe Thiers, qui, le 4 septembre 1871, le remercia pour son courage, devant une commission d'enquête parlementaire. En mai 1877, il fait partie des 363 députés qui s'opposent à Mac-Mahon.
Le 1er mars 1878, il fut nommé, au sein du sous-secrétariat d'État aux Finances, directeur du service des Postes et Télégraphes, fonction qui fut transformée pour lui en ministère à part entière le 5 février 1879. Il occupa ce poste dans huit gouvernements successifs jusqu'au 30 mars 1885. C'est à ce poste qu'il fit voter en mars et avril les Lois sur le télégraphe de 1878 qui permettent de supprimer le monopole d'État et de diminuer les taxes sur le télégraphes et les envois postaux de journaux. Il a fait partie en 1876, deux ans plus tôt, des fondateurs d'un titre emblématique de la Petite presse, Le Petit Parisien.
Au titre de ses responsabilités sur les postes et télégraphes, il présida le Congrès de l'Union postale à Paris en 1878, fonda le 4 novembre 1878 l'École supérieure de télégraphie (ancêtre de l'actuelle École nationale supérieure des télécommunications), assista au Congrès télégraphique de Londres, fut à l'origine de l'Exposition internationale d'Électricité (Paris, 1881) et présida la première Conférence pour la protection des câbles sous-marins.
Il est le père de Georges Cochery, député du Loiret de 1885 à 1914 et ministre des finances et son successeur à la présidence du Conseil général du Loiret de 1900 à 1914
Il meurt au domicile de son fils, 38 avenue d'Iéna dans le 16e arrondissement de Paris, le 13 octobre 1900.
Il est inhumé au cimetière du Père-Lachaise (26e division),.

## Mandats électifs
- 1871-1900 : conseiller général du Loiret (canton de Montargis)
- 1877-1900 : président du Conseil général du Loiret
- député du Loiret :
  - 1869-1870
  - 1871-1876
  - 1876-1877
  - 1877-1881
  - 1881-1885
  - 1885-1888 (mandat interrompu par son élection au Sénat)
- sénateur du Loiret :
  - 1888-1897
  - 1897-1900 (sa mort)

## Fonctions gouvernementales
| Début             | Fin               | Fonction                            | Gouvernement                          |
| ----------------- | ----------------- | ----------------------------------- | ------------------------------------- |
| 20 décembre 1877  | 30 janvier 1879   | sous-secrétaire d'État aux Finances | Gouvernement Jules Dufaure (5)        |
| 5 février 1879    | 21 décembre 1879  | ministre des Postes et Télégraphes  | Gouvernement William Henry Waddington |
| 28 décembre 1879  | 19 septembre 1880 | ministre des Postes et Télégraphes  | Gouvernement Charles de Freycinet (1) |
| 23 septembre 1880 | 10 novembre 1881  | ministre des Postes et Télégraphes  | Gouvernement Jules Ferry (1)          |
| 14 novembre 1881  | 26 janvier 1882   | ministre des Postes et Télégraphes  | Gouvernement Léon Gambetta            |
| 30 janvier 1882   | 29 juillet 1882   | ministre des Postes et Télégraphes  | Gouvernement Charles de Freycinet (2) |
| 7 août 1882       | 28 janvier 1883   | ministre des Postes et Télégraphes  | Gouvernement Charles Duclerc          |
| 29 janvier 1883   | 17 février 1883   | ministre des Postes et Télégraphes  | Gouvernement Armand Fallières         |
| 21 février 1883   | 30 mars 1885      | ministre des Postes et Télégraphes  | Gouvernement Jules Ferry (2)          |

Voir aussi la Liste des ministres français des Postes et Télécommunications.

## Sources
- « Adolphe Cochery », dans Adolphe Robert et Gaston Cougny, Dictionnaire des parlementaires français, Edgar Bourloton, 1889-1891 [détail de l’édition]